# Palomaajärvet
Palomaanjärvi eller Palomaajärvet är en sjö i Finland. Den ligger i kommunen Enare i landskapet Lappland, i den norra delen av landet, 1 000 km norr om huvudstaden Helsingfors. Palomaanjärvi ligger 140 meter över havet. Arean är 10,1 hektar och strandlinjen är 1,48 kilometer lång. Sjön  ingår i Pasvik älvs huvudavrinningsområde. 